# Burkholderia pseudomallei
Burkholderia pseudomallei (лат.) — вид грамотрицательных подвижных палочковидных бактерий рода буркхольдерий (Burkholderia). Патогенен для человека и животных, вызывает мелиоидоз.
Мелиоидоз встречается в некоторых странах юго-востока Азии (Индия, Шри-Ланка, Филиппины, Индонезия), центральной и Южной Америки, Австралии и на острове Мадагаскар. Возбудитель отнесён ко II группе патогенности.

## История
Burkholderia pseudomallei была впервые выделена английским капитаном Альфредом Уитмором (англ. Alfred Whitmore) в 1911 году в Рангуне (Бирма) от опиумных наркозависимых, умерших от мелиоидоза и описана в 1913 году под названием Bacterium pseudomallei — от pseudes «ложный» и malleus «сап» (второе название мелиоидоза — псевдосап).
В 1957 году Хейнс (Haynes) и Буркхолдер (Burkholder) перенёс возбудителя мелиоидоза в род Pseudomonas. В 1973 году Пеллерони (Palleroni) по данным РНК-ДНК гибридизации разделил род Pseudomonas на 5 групп гомологии, где Pseudomonas pseudomallei была включена в число семи видов группы II.
В 1993 году группа исследователей Ябуути, Косако, Ояидзу, Яно, Хотта, Эдзаки и Аракава на основании данных анализа 16S рРНК, ДНК-ДНК гибридизации и состава жирных кислот клеточной стенки выделили род Burkholderia, включавший все семь видов группы гомологии II, в том числе и Burkholderia pseudomallei.

## Биологические свойства

### Морфология
Грамотрицательная прямая или слегка искривлённая палочка размером 2—5 × 0,4—0,8 мкм. Подвижная, имеет несколько жгутиков (лофотрих). Спор и капсул не образует.

### Культуральные свойства
Хемоорганогетеротроф, аэроб, оксидазоположителен, растёт на простых питательных средах. На МПА с 5 % глицерина вырастает в виде колоний R-, S- и M-типа. Колонии серовато-белые, пигментов не образует. На жидких средах рост в виде помутнения и образования складчатой плёнки. Разлагает глюкозу, маннит, мальтозу с кислотообразованием, вызывает гидролиз желатина, крахмала, образует индол, продуцирует аргининдегидролазу, способна утилизировать рибозу, адонитол, эритрол.

### Экология
Является почвенным сапрофитом, обитает в почве и грунтовых водах повсеместно. Возбудитель мелиоидоза, заболевание встречается почти исключительно в юго-восточной Азии (является эндемичной в этом регионе), северной Австралии и некоторых других тропических регионах.

### Геном
Геном B. pseudomallei 1106a представлен двумя почти равновеликими хромосомами. Хромосома I представляет собой двуцепочечную кольцевую молекулу ДНК длиной 3988455 п. н. и содержит 4085 генов (из них белки кодируют 4019 гена). Хромосома II представлена меньшей (3,100,794 п.н.) кольцевой двуцепочечной молекулой ДНК и содержит 3178 генов (из них кодируют белки 3164 гена). Геномы других штаммов отличаются размерами, но всегда имеют две хромосомы (например B. pseudomallei штамм 668 имеет две хромосомы 3912947 п.н. и 3127456 п. н.). Геном B. pseudomallei таким образом достаточно пластичен, в том числе за счёт наличия островов патогенности и интегрируемых плазмид. Процент % Г+Ц пар типового штамма ATCC 23343 равен 69,5 %. (у других штаммов могут отличаться ввиду различий размера хромосом)

## Патогенность
B. pseudomallei является возбудителем природно-очаговой и антропоургической инфекции — мелиоидоза. Заражение происходит от контакта с зараженной почвой и водой. Также известен случай простатита, вызываемого B. pseudomallei. Жгутики и способность к движению являются фактором патогенности. Возбудитель обладает слабыми адгезивными свойствами, способен активировать Толл-подобные рецепторы.
Эпидемиология. Мелиоидоз встречается в виде спорадических случаев и эпидемических вспышек практически на всех континентах. Источником инфекции являются сельскохозяйственные животные (свиньи, рогатый скот, лошади), грызуны (крысы, мыши), дикие животные (зайцы, обезьяны, кенгуру). Больные животные выделяют возбудитель с испражнениями, мочой, гноем. Механизм передачи инфекции — фекально-оральный, пути передачи — пищевой, водный контактно-бытовой, половой, не исключён также контактный механизм.

## Профилактика и меры борьбы
Уничтожение грызунов и кровососущих насекомых, недопущение загрязнения экскрементами крыс и мышей кормов, животноводческих продуктов, воды. При появлении мелиоидоза среди животных изолируют больных, очищают и дезинфицируют помещения, принимают меры к недопущению заражения людей.

## Историческая справка
Мелиоидоз впервые описан у людей в 1912 году в городе Рангуне Уайтмором и Кришнасвами. В 1913 году Флетчер описал заболевание морских свинок и кроликов. В 1915 году Бабас выделил культуру возбудителя мелиоидоза от лошадей. Позднее он был установлен у овец (в 1949 году) и коз (в 1954 году).